# نشماية
نشماية هي إحدى بلديات وأرياف ولاية قالمة الجزائرية.